# HeliCops – Einsatz über Berlin
HeliCops – Einsatz über Berlin ist eine deutsche Action-Serie des Fernsehsenders Sat.1, die von der Polyphon Film- und Fernsehgesellschaft mbH produziert wurde.

## Handlung
Den Mittelpunkt einer Spezial-Einsatztruppe bildet der Prototyp eines kugelsicheren High-Tech-Hubschraubers: Mittels dieses mit Super-Richtmikrophonen, Infrarot-Sensoren, 45-mm-Revolverkanone, Raketenwerfer und einer 100.000 Volt Impulskanone ausgestatteten Hubschraubers – „AK1“ genannt – und des HeliCops-Teams möchten die Polizei und das BKA die Kriminalität in Berlin bekämpfen. Der einzige, der den hochmodernen AK1 fliegen kann, ist Karl „Charly“ von Schumann, der zusammen mit der attraktiven und intelligenten Kriminalistin Jenny Harland sowie dem restlichen HeliCops-Team eine schlagkräftige Spezialeinheit gegen das organisierte Verbrechen bildet.

## Hauptfiguren
Die Hauptfiguren der Serie sind der Chefpilot Karl von Schumann, genannt „Charlie“, (Christoph M. Ohrt) und die Hauptkommissarin Jenny Harland (Doreen Jacobi) bzw. ab einer späteren Staffel Gina Holland (Iris Junik) als neue Hauptkommissarin und Robert Becker (Joachim Kretzer) als neuer Chefpilot. Der Wechsel der Hauptdarsteller zwischen den Staffeln erfolgte aufgrund einer nachträglichen chronologischen Änderung, aufgrund derer die Episoden der 2. Staffel vor der letzten Episode der 1. Staffel spielen. Ohne Erklärung in der Serie wird Charly durch Robert "Bob" ersetzt. Das HeliCops-Team besteht aus dem Navigator Stephan Rubelli (Matthias Matz), dem Einsatzleiter Hagen Dahlberg (Peter Simonischek), der Erfinderin des AK1, Dr. Claudia Jokostra (Brigitte Karner), dem Polizeichef Dr. Koch (Dietrich Hollinderbäumer) und dem Mechaniker Thorwald Fuchs (Christoph Grunert).

## Hubschrauber „AK1“
Als HeliCops-Hubschrauber wurde der zweite Prototyp D-HECY des Typs EC 135 von Eurocopter für die Dreharbeiten zur Verfügung gestellt. Die Helikopter-Stunts wurden teilweise von Eurocopter-Werkspiloten geflogen und teilweise mit einem computergenerierten Modell (Computer Generated Imagery) realisiert.
Da die D-HECY für die zweite Staffel der Serie nicht mehr zur Verfügung stand, wurde mit der Helicopter Travel Munich, die von nun an für den „Flugbetrieb“ der Serie zuständig war auch eine neue EC135, die in der Realität auf das Kennzeichen D-HEOY zugelassen war für die Dreharbeiten eingesetzt. Die D-HEOY wurde mit Hilfe von Klebefolie zur D-HECY „gefälscht“, die Maschine unterschied sich aber abgesehen vom realen Kennzeichen optisch nicht von der „echten“ D-HECY.

## Medien
Die erste Staffel von HeliCops – Einsatz über Berlin ist seit 2003 auf vier DVDs erhältlich. Die erste DVD enthält – neben dem Pilotfilm und der ersten Folge – das Fernsehspecial und weiteres Bonusmaterial.
In den Niederlanden strahlte der Sender Veronica am 6. Januar 2000 den Pilotfilm im Rahmen eines Experiments in einer Niederländisch synchronisierten Fassung aus. Dies war das erste und bislang einzige Mal, dass eine ausländische Sendung, die nicht auf Kinder, sondern auf Erwachsene gerichtet war, im niederländischen Fernsehen synchronisiert wurde. Laut einer Pressemitteilung und bei der Winter-Präsentation des Senders Veronica im September 1999 hieß es, die deutsche Sprache sei gewöhnungsbedürftig für das holländische Publikum und die Qualität der Serie zu gut, um von Untertiteln ‚versaut‘ zu werden. Allerdings blieb es bei nur einer synchronisierten Sendung. Einige Wochen später fing die Reihe erneut an, in Originalfassung mit Untertiteln.